# Lata ołowiu
Lata ołowiu (wł. Anni di piombo) – okres wzmożonego terroryzmu we Włoszech przypadający na czas od późnych lat 60. do lat 80. XX wieku.

## Przebieg
Zamach bombowy na Piazza Fontana w Mediolanie z 12 grudnia 1969 roku był pierwszym tak spektakularnym aktem terroru w powojennej historii Włoch. W zamachu zginęło 17 osób, a 84 zostały ranne. Sprawcami zamachu okazali się być członkowie neofaszystowskiej organizacji Nowy Porządek. Zamach zmobilizował grupy skrajnej lewicy obawiające się zagrożenia płynącego ze strony neofaszystów. Jeszcze w tym samym roku działalność rozpoczęły Grupa 22 Października i Grupy Akcji Partyzanckiej. Obie formacje zgodnie twierdziły, że Włochy są zagrożone faszyzmem.
W 1970 roku rząd ogłosił nieudaną próbę neofaszystowskiego zamachu stanu. Pucz próbowały zorganizować formacje Nowy Porządek, Awangarda Narodowa i Front Narodowy.
W 1970 roku oficjalnie utworzone zostały Czerwone Brygady.
W 1973 roku utworzone zostały niewielkie Zbrojne Jednostki Proletariatu. To skrajnie lewicowe ugrupowanie zostało wchłonięte przez Czerwone Brygady w 1976 roku.

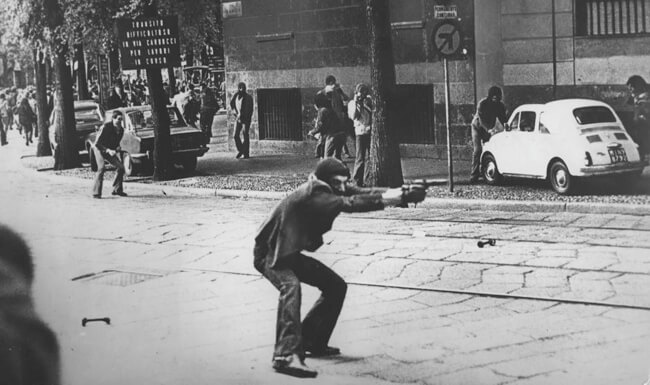
Mediolan, via De Amicis, 14 maja 1977 roku: Giuseppe Memeo podczas protestu strzela z pistoletu w stronę policji; fot. Paolo Pedrizzetti. Fotografia ta stała się symbolem lat ołowiu

Do połowy lat 70. rząd włoski lekceważył działalność skrajnie prawicowych terrorystów. Służby skupiły się na eliminacji zagrożenia ze strony radykałów lewicowych. W połowie lat 70. rząd podjął działania przeciwko skrajnej prawicy. Zdelegalizowano wtedy ugrupowania takie jak Nowy Porządek, Awangarda Narodowa i Front Narodowy. Ich członkowie zbiegli za granicę lub zasilili nową organizację o nazwie Czarny Porządek.
W 1976 roku skrajna lewica sformowała grupę terrorystyczną Pierwsza Linia.
W 1977 roku działalność rozpoczęły neofaszystowskie Zbrojne Komórki Rewolucyjne.
16 marca 1978 roku Czerwone Brygady porwały byłego premiera Aldo Moro i zabiły pięciu ochroniarzy polityka. W zamian za uwolnienie Moro terroryści domagali się uwolnienia z więzień 13 członków Czerwonych Brygad. Gdy rząd odmówił, Czerwony Brygady zamordowały zakładnika. Ciało Moro odnaleziono 9 maja 1978 roku.
2 sierpnia 1980 roku prawicowe Zbrojne Komórki Rewolucyjne przeprowadziły zamach w Bolonii. W ataku bombowym zginęło 85 osób a 200 zostało rannych.
W przeciągu lat 80. terroryzm we Włoszech został niemalże całkowicie wyeliminowany przez służby.

## Liczba ofiar
Efektem działań terrorystów było 400 ofiar śmiertelnych i 2000 rannych.

## Zagraniczne wsparcie dla terrorystów
O wspieranie neofaszystowskich terrorystów oskarżana jest amerykańska Centralna Agencja Wywiadowcza (operacja Gladio). Amerykanie mieli finansować neofaszystów celem zwalczania komunizmu we Włoszech. Także służby greckie miały udostępniać neofaszystom pieniądze oraz szkolić ich.
Skrajnie lewicowi terroryści wspierani byli przez Libię.